# Gorlinka
Gorlinka (en ucraïnès i en rus: Горлинка) és un poble de la República Autònoma de Crimea, a Ucraïna, que el 2014 tenia 62 habitants. Pertany al districte de Bilohirsk.